# ليلا جيمس
ليلا جيمس (بالإنجليزية: Leela James)‏ هي مغنية ومغنية مؤلفة وملحنة أمريكية، ولدت في 22 مايو 1983 في لوس أنجلوس في الولايات المتحدة.

## وصلات خارجية
- الموقع الرسمي
- ليلا جيمس على موقع IMDb (الإنجليزية)
- ليلا جيمس على موقع روتن توميتوز (الإنجليزية)
- ليلا جيمس على موقع ميوزك برينز (الإنجليزية)
- ليلا جيمس على موقع أول ميوزيك (الإنجليزية)
- ليلا جيمس على موقع ديسكوغز (الإنجليزية)
- ليلا جيمس على موقع قاعدة بيانات الفيلم (الإنجليزية)